# 시나가와 시사이드 포레스트

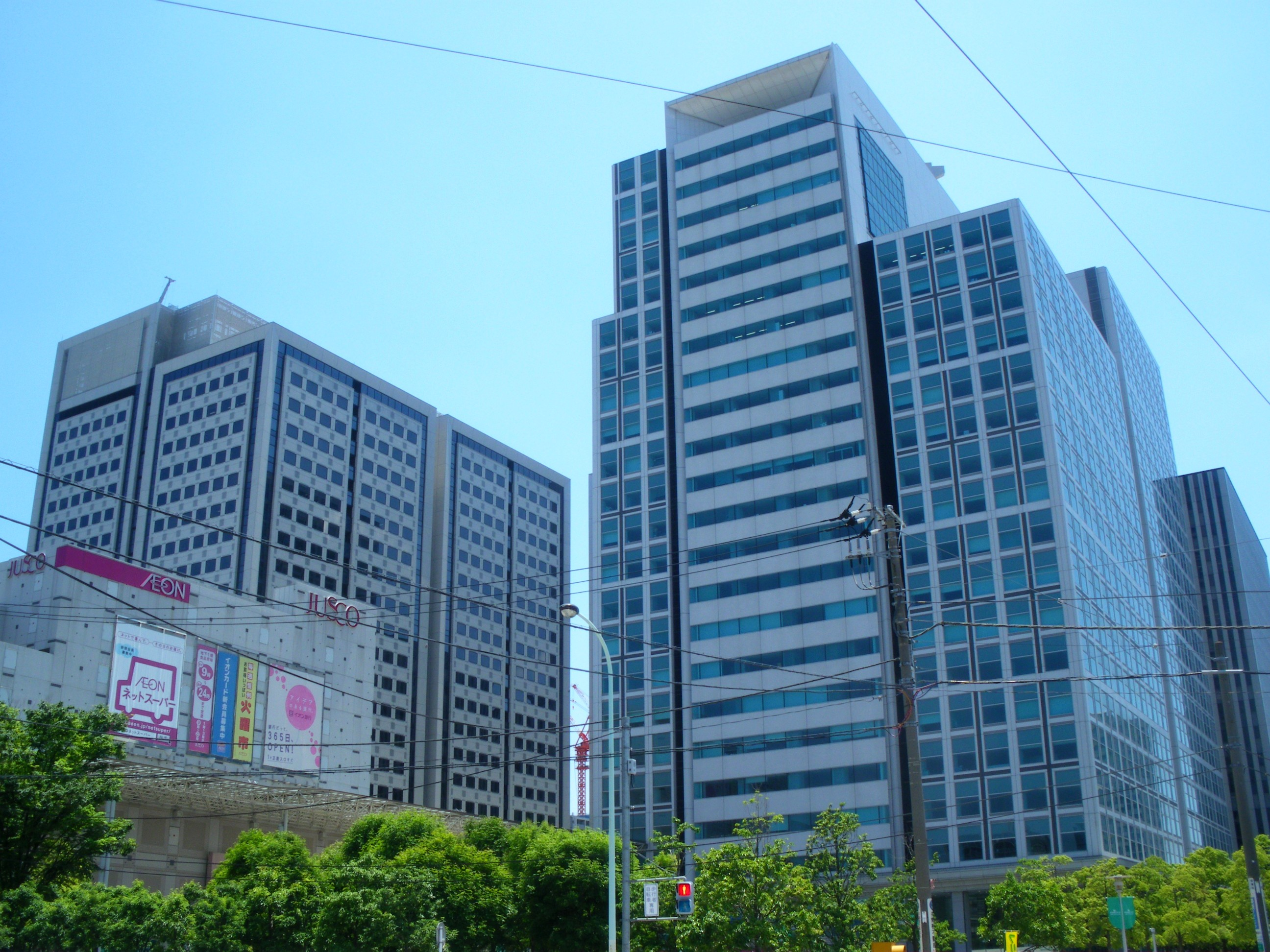
시나가와 시사이드 포레스트의 전망

시나가와 시사이드 포레스트(일본어: 品川シーサイドフォレスト)는 일본 도쿄도 시나가와구 히가시시나가와 욘초메에 있는 재개발로 개발된 오피스 빌딩이나 쇼핑 센터 등이 복합적으로 들어서 있는 건물이다. 간단히 시나가와 시사이드(品川シーサイド 시나가와 시사이도[*])라고 부른다.
원래는 일본 담배 산업 시나가와 공장이 있던 곳으로, 이전부터 시나가와 구 히가시 욘초메 제1지구 제1종 시가지 재개발 사업으로서, 일본 담배 산업과 가시마 건설이 새로운 철도역 개업에 따라 사업을 추진하여 린카이 선 시나가와 시사이드 역과 직결되는 오피스 빌딩과 호텔, 쇼핑 센터, 공동 주택 등의 복합 시설로 바뀌었다. 또한 이곳은 게이힌 급행 전철 아오모노요코초 역과도 인접해 있어 교통도 좋다.